# Torrent del Comal dels Lladres
El Torrent del Comal dels Lladres és un torrent de la conca de Calonge a Catalunya que neix a Calonge (Baix Empordà).

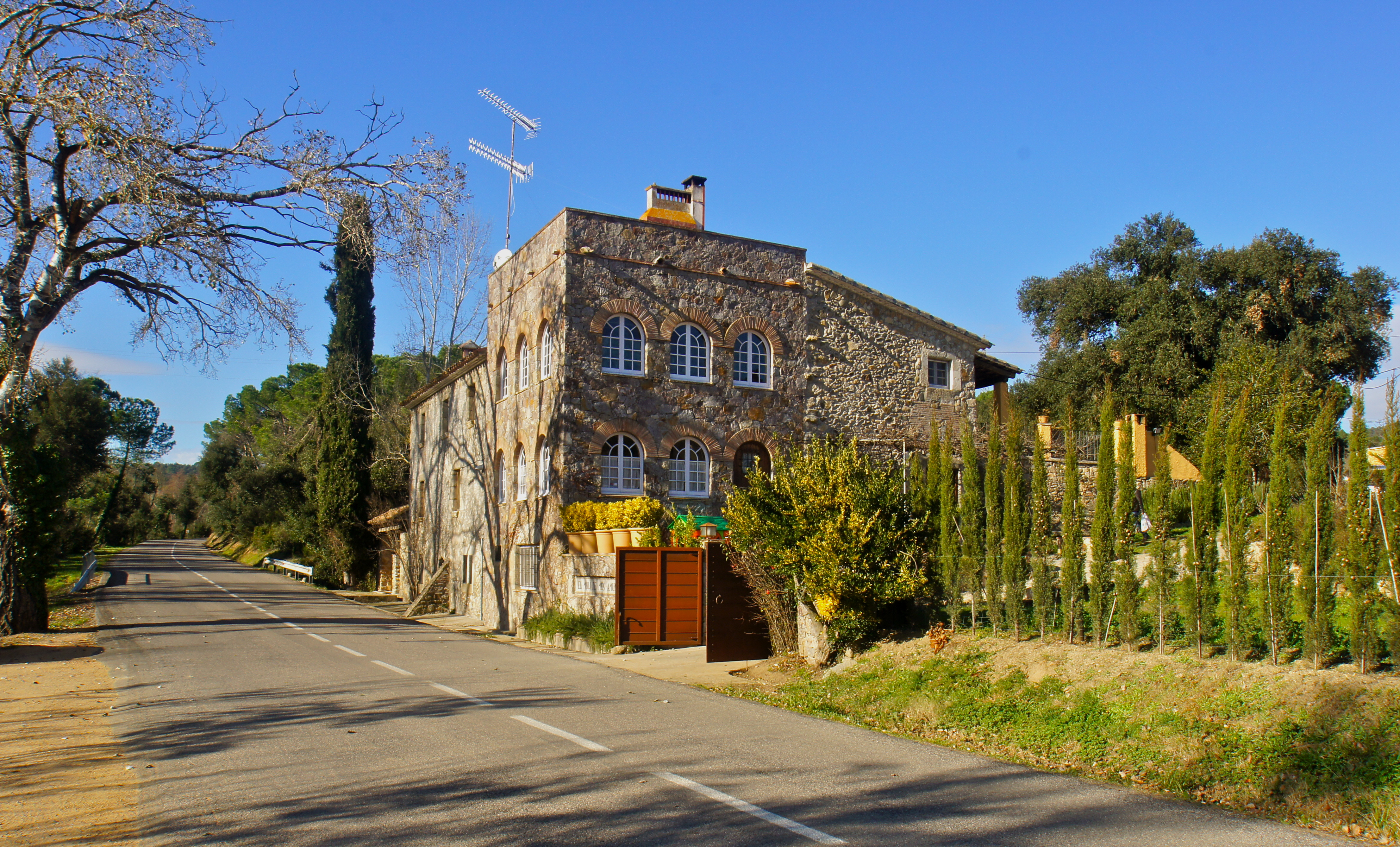
El Molí de Mesamunt i el pont al torrent

Neix a uns 300 metres d'altitud a la serra de l'Escorpí al vessant sud del Puig Dalmau i desemboca uns 234 metres més avall a la Riera dels Molins, tot just davant de la frontera amb Romanyà de la Selva. A prop de la desembocadura es troba una de les dues rescloses que alimentaven el Molí de Mesamunt fins a l'inici del segle xx.